# Homok
A homok  különféle kőzeteknek és ásványi anyagoknak apró szemű törmeléke, melyet a víz, jég vagy szél elhordott eredeti képződési helyétől és alkalmas helyen lerakott.
A talajmechanikai gyakorlatban szemnagyság szerinti talajmegnevezéskor homoknak nevezzük a 0,063–2 mm közötti szemcseméretű talajt.

## Szemcseméret szerint

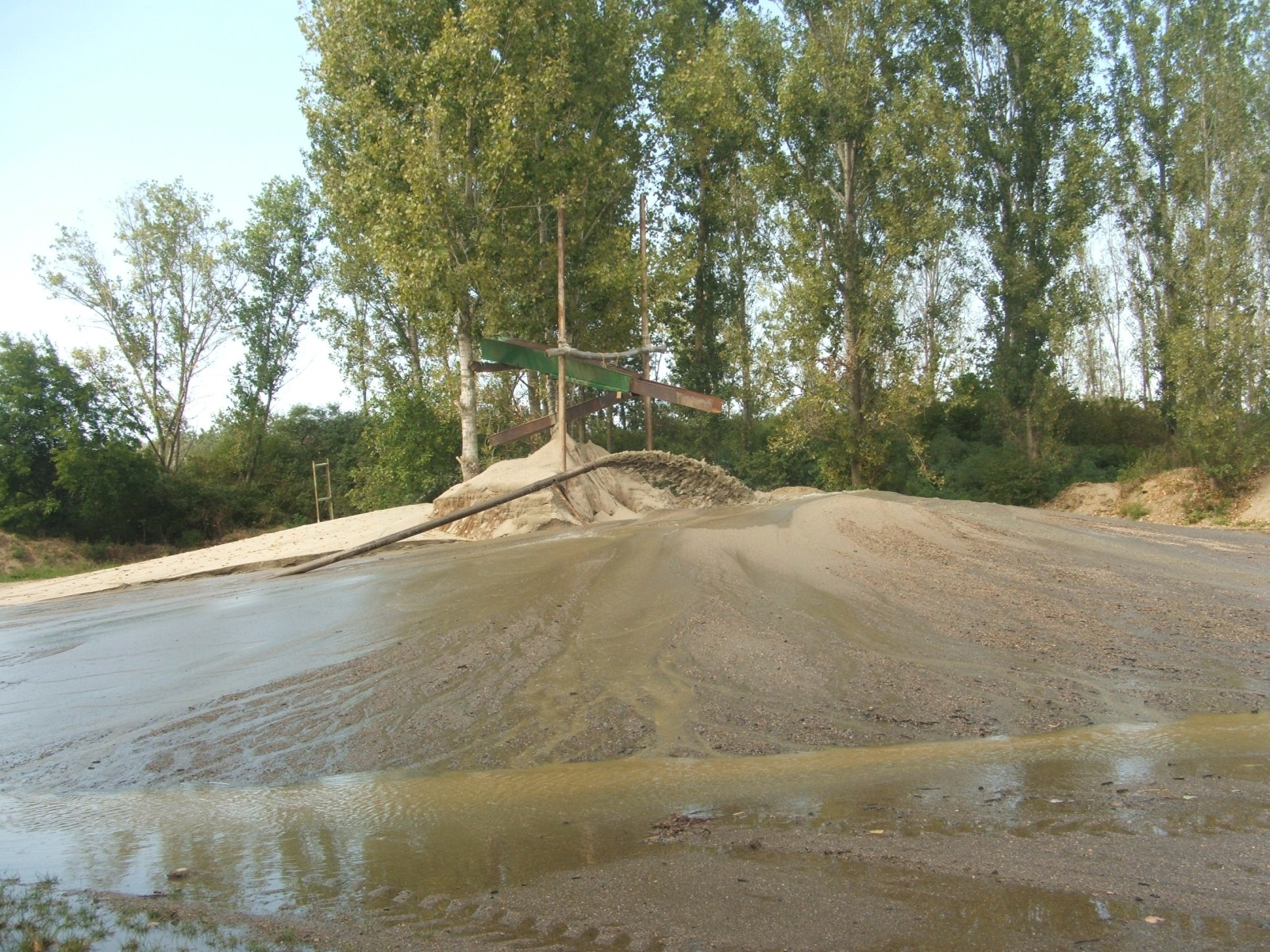
Marosi homok kitermelése szivattyúzással

Van durva szemű és finom szemű homok. Egyike a legfinomabb szemű homoktípusoknak a magyar Alföldön igen fontos szerepet játszó futóhomok.

## Anyaga szerint
A homok anyaga igen sokféle lehet, de mivel a kvarc az összetett kőzetek ásványi elegyrészei között a legfontosabb szerepet játssza és legerősebben áll ellen a mállásnak, a törmelékek között a leggyakoribb és így a homoknak is legközönségesebb anyaga a kvarc. 
- kvarchomok: ritkán szinte teljesen kvarc-szemekből áll, általában a kvarc mellett van benne 2-20% egyéb ásványi szemcse, nevezetesen csillámföldpát, mész (mész-homok, csillámos homok) szemcséi
- dolomit-homok, glaukonit-homok: glaukonit-szemek keveréke kvarccal
- magnetit-homok: túlnyomóan titán tartalmú magnetit-szemek keverve kvarc-, csillám-, angit-, olivinszemekkel
- arkóza homok: gazdag földpáttartalommal

## Szerkezete

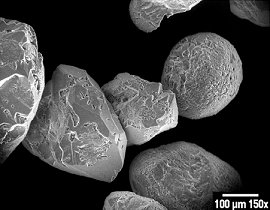
Homok elektronmikroszkóp alatt

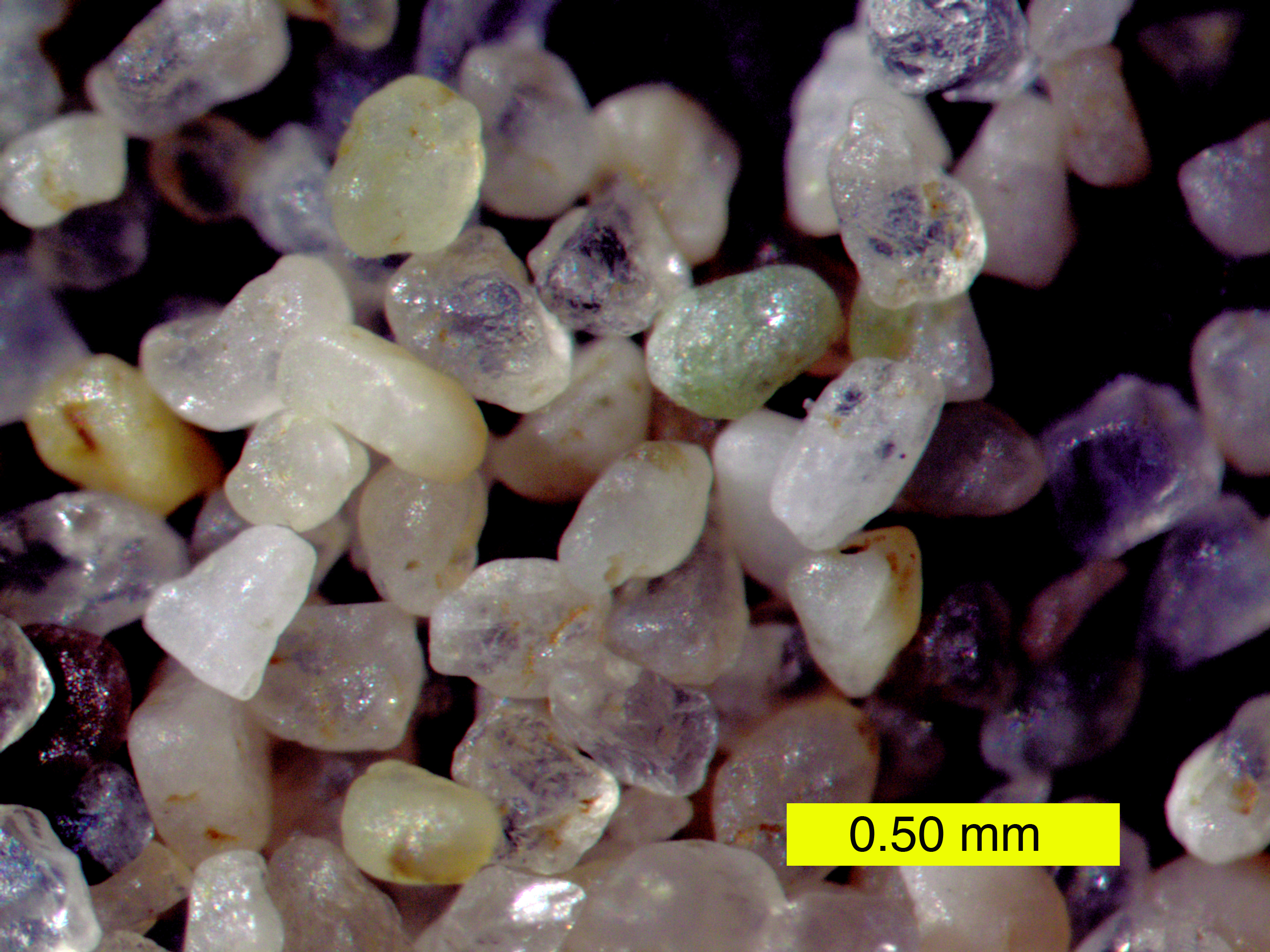
Homokszemcsék közelről

A homokszemek általában gömbölyűek, néha szögletesek, ritka esetben pedig apró, többé-kevésbé tökéletes kristályok.

## Vulkáni homok
A közönséges homoktól, mely mindig összetett kristályos kőzetek, esetleg pedig homokkövek elporlásának eredménye, megkülönböztetendő a vulkáni homok, mely csupa apró lávatörmelék vagy a lávát összetevő kristályok törmelékeiből áll és rendszerint csak működő vulkánok közelében található, gyakran hatalmas lerakódásokban. A vulkán kitörése alkalmával a kráterből szóródik ki és a levegőből rakódik le a szomszédos területre. A legfinomabb vulkáni homok a vulkáni hamu.

## Földtörténeti előfordulása
A homok általában az alluviális, diluviális és még a harmadkori rétegeknek képezi anyagát, vagyis fiatalabb képződményű; ritkán azonban régebb korú rétegeknek is alkotja anyagát, például a kréta-rendszerbelieknek, sőt a szilurban is fellelhető.

## Felhasználása
A kvarchomokot a következő területeken használják:
- betonkészítéshez, kőműves és építési munkákhoz
- polimer padló gyártásához
- útburkolat kialakításához (csúszásgátló hatás)
- műmárvány készítéséhez
- tájrendezéshez
- dekoratív vakolat készítéséhez
- dekoratív elemként akváriumban, terráriumban, állatkertekben és kertépítéshez
- játszótereken homokozókhoz
- félvezetőgyártásban a szilícium alapú mikrochipekhez, az oxigén megkötésével, kvarchomokból nyerik ki a szilíciumot